# Protopolybia cameranii
Protopolybia cameranii är en getingart som först beskrevs av Edoardo Zavattari 1906.
Protopolybia cameranii ingår i släktet Protopolybia och familjen getingar. Inga underarter finns listade i Catalogue of Life.